# Katedrála v Mogadišu
Katedrála Panny Marie Utěšitelky v Mogadišu (italsky Cattedrale di Mogadiscio) byl římskokatolický chrám v centru somálského hlavního města Mogadišo, zasvěcený Panně Marii Útěchy. Byl hlavním kostelem apoštolského vikariátu Benadir, který v roce 1975 získal statut diecéze.
Budovu navrhl architekt Antonio Vandone, inspirován normanskosicilskou gotikou katedrály Proměnění Páně v Cefalù. Stavba byla zahájena v roce 1925, kdy bylo Mogadišo hlavním městem kolonie Italské Somálsko, a chrám byl slavnostně vysvěcen 1. března 1928. Kostel měl půdorys latinského kříže a dvojici věží vysokých 37,5 m.
Katedrála byla opuštěna v době občanské války, když v roce 1989 neznámí útočníci zavraždili posledního biskupa Mogadiša Pietra Salvatora Colomba. V roce 2008 byla budova zdevastována islámskými radikály a zůstaly z ní jen obvodové zdi. V roce 2013 oznámili somálští katolíci, že plánují po uklidnění poměrů v zemi katedrálu obnovit a zřídit v jejím sousedství muzeum občanské války.